# Chris Lawler
Chris Lawler (Liverpool, 1943. október 20. –) válogatott angol labdarúgó, jobbhátvéd.

## Pályafutása

### Klubcsapatban
1960 és 1975 között a Liverpool labdarúgója volt, ahol három angol bajnoki címet és két kupagyőzelmet ért el. Tagja volt az 1965–66-os KEK-döntős és az 1972–73-as idényben UEFA-kupagyőztes csapatnak. 1975 és 1977 között a Portsmouth játékosa volt, de közben 1976-ban az amerikai Miami Toros együttesében szerepelt kölcsönben. 1977–78-ban a Stockport County, 1978-ban a walesi Bangor City, 1980-ban a norvég Raufoss IL labdarúgója volt. 1981-ben a norvég IK Grand Bodø csapatában fejezte be az aktív játékot.

### A válogatottban
1971-ben négy alkalommal szerepelt az angol válogatottban.

## Sikerei, díjai
Liverpool FC
- Angol bajnokság (First Division)
  - bajnok (3): 1963–64, 1965–66, 1972–73
- Angol kupa (FA Cup)
  - győztes (2): 1965, 1974
  - döntős: 1971
- Angol szuperkupa (FA Charity Shield)
  - győztes: 1964 (megosztva), 1965 (megosztva), 1966, 1974
  - döntős: 1971
- Kupagyőztesek Európa-kupája (KEK)
  - döntős: 1965–66
- UEFA-kupa
  - győztes: 1972–73

## Statisztika

### Mérkőzései az angol válogatottban
| Anglia | Anglia            | Anglia                   | Anglia | Anglia   | Anglia   | Anglia             | Anglia | Anglia  |
| #      | Dátum             | Helyszín                 | Hazai  | Eredmény | Vendég   | Kiírás             | Gólok  | Esemény |
| ------ | ----------------- | ------------------------ | ------ | -------- | -------- | ------------------ | ------ | ------- |
| 1.     | 1971. május 12.   | London, Wembley Stadion  | Anglia | 5 – 0    | Málta    | Eb-selejtező       | 1      | 78'     |
| 2.     | 1971. május 19.   | London, Wembley Stadion  | Anglia | 0 – 0    | Wales    | brit házibajnokság | -      |         |
| 3.     | 1971. május 22.   | London, Wembley Stadion  | Anglia | 3 – 1    | Skócia   | brit házibajnokság | -      |         |
| 4.     | 1971. október 13. | Bázel, St. Jakob stadion | Svájc  | 2 – 3    | Anglia   | Eb-selejtező       | -      |         |
|        | Összesen          |                          |        | 4        | mérkőzés |                    | 1      | gól     |